# Campagne de vaccination contre la Covid-19 en Côte d'Ivoire
Pour un article plus général, voir Pandémie de Covid-19 en Côte d'Ivoire.
La campagne de vaccination contre la Covid-19 en Côte d'Ivoire est lancée officiellement le lundi 1er mars 2021 au Palais de sports de Treichville à Abidjan, en présence de plusieurs ministres du gouvernement. Le secrétaire général du gouvernement, Patrick Achi est le premier à se faire vacciner.